# Showaddywaddy
A Showaddywaddy egy brit rock and roll együttes, amelyet 1973-ban alapítottak meg Leicesterben. Repertoárjukon leginkább az ötvenes és hatvanas évek rock and roll dalainak feldolgozásai kapnak helyet, ám saját dalaik is vannak.

## Tagok

### Jelenlegi tagok
- Romeo Challenger — dobok (1973–napjainkig)
- Rob Hewins — dobok, gitár, ének (2012–napjainkig)
- Andy Pelos — ének, gitár (2012–napjainkig)
- David Graham — szaxofon (2009–2011) - gitár, szaxofon (2020–napjainkig)
- Tom Bull — basszusgitár (2020–napjainkig)
- Chris Savage — billentyűs hangszerek (2020–napjainkig)

### Korábbi tagok
- Malcolm "Duke" Allured — dob (1973–1984)
- Dave Bartram — ének (1973–2011)
- Russ Field — gitár (1973–1985)
- Buddy Gask — ének (1973–1987)
- Al James — basszusgitár, ének (1973–2008)
- Trevor Oakes — gitár (1973–2008)
- Rod Deas — basszusgitár (1973–2019)
- Ray Martinez — gitár (1985–1995)
- Danny Willson — gitár (1995–2009)
- Paul Dixon — gitár, ének (2008–2017)
- Dean Loach — billentyűs hangszerek, gitár, háttérvokál (2012–2020)
- Ray Hatfield — gitár, ének (2017–2020)
- Billy Norman — basszusgitár, háttérvokál (2018–2020)

## Stúdióalbumok
- Showaddywaddy (1974)
- Step Two (1975)
- Trocadero (1976)
- Red Star (1977)
- Crepes & Drapes (1979)
- Bright Lights (1980)
- Good Times (1981)
- Living Legends (1983)
- Jump, Boogie & Jive (1991)
- The One & Only – Greatest & Latest (1996)
- Hey Rock 'n' Roll (2002)
- I Love Rock 'n' Roll (2006)
- The Sun Album (I Betcha Gonna Like It) (2008)
- Next Chapter (2016)